# Danièle Dorléans
Danièle Dorléans est une nageuse française née le 23 mars 1947 à Marseille, spécialiste du quatre nages et de la nage libre.

## Biographie

### Vie de famille
Elle est mariée à l'escrimeur Jacques Dimont.

### Championnat de France
Elle est membre de l'équipe de France aux Jeux olympiques d'été de 1968 où elle prend part au 200 mètres nage libre, au 200 mètres quatre nages et au relais 4x100 mètres nage libre.
Elle a été championne de France de natation en bassin de 50 mètres sur 100 mètres papillon en 1964, 100 mètres brasse en 1965, 100 mètres nage libre en 1963 et en 1967, 200 mètres nage libre en 1967, 800 mètres nage libre en 1967, 200 mètres 4 nages en 1963, 1965, 1967 et 1968, 400 mètres 4 nages en 1964, 1965, 1966 et 1967. Elle a aussi été championne de France en bassin de 25 mètres sur 200 mètres 4 nages en 1963 et en 1965.
Elle a détenu le record de France et le record d'Europe de natation dames du 200 mètres nage libre de 1967 à 1968, le record de France de natation dames du 100 mètres brasse de 1965 à 1969 et le record de France de natation dames du 200 mètres 4 nages de 1967 à 1970. 
Pendant sa carrière, elle a évolué au Cercle des nageurs de Marseille.